# Radisson (metrostation)
Radisson is een metrostation in het stadsdeel Mercier–Hochelaga-Maisonneuve van de Canadese stad Montréal. Het station werd geopend op 6 juni 1976 en wordt bediend door de groene lijn van de metro van Montréal.
Het metrostation is genoemd naar de ontdekkingsreiziger Pierre-Esprit Radisson.